# Fromelennes

Fromelennes este o comună în departamentul Ardennes din nordul Franței. În 1 ianuarie 2022 avea o populație de 1.038 de locuitori.